# Skellytown
Skellytown è un centro abitato degli Stati Uniti d'America, situato nella contea di Carson dello Stato del Texas. Fa parte dell'area metropolitana di Amarillo, Texas.

## Storia
Nel 1926 la Skelly Oil Company firmò un contratto di locazione di 320 ettari di proprietà di Henry Schafer, un rancher locale. Schafer fondò una nuova comunità che chiamò Skelly in onore del fondatore e presidente dell'azienda, William Grove Skelly, di Tulsa.

## Geografia fisica
Skellycity è situata a 35°34′22″N 101°10′21″W (35.572712, -101.172517).
Secondo lo United States Census Bureau, ha un'area totale di 0,4 miglia quadrate (1,0 km²).

## Società

### Evoluzione demografica
Secondo il censimento del 2000, c'erano 610 persone, 237 nuclei familiari, e 182 famiglie residenti nella città. La densità di popolazione era di 1.416,5 persone per miglio quadrato (547,7/km²). C'erano 283 unità abitative a una densità media di 657,2 per miglio quadrato (254,1/km²). La composizione etnica della città era formata dal 93,93% di bianchi, lo 0,33% di afroamericani, il 2,95% di nativi americani, lo 0,16% di asiatici, l'1.80% di altre razze, e lo 0,82% di due o più etnie. Ispanici o latinos di qualunque razza erano il 4,75% della popolazione.
C'erano 237 nuclei familiari di cui il 35,9% avevano figli di età inferiore ai 18 anni, il 64,1% erano coppie sposate conviventi, il 9,3% aveva un capofamiglia femmina senza marito, e il 23,2% erano non-famiglie. Il 21,1% di tutti i nuclei familiari erano individuali e il 10,1% aveva componenti con un'età di 65 anni o più che vivevano da soli. Il numero di componenti medio di un nucleo familiare era di 2,57 e quello di una famiglia era di 2,99.
La popolazione era composta dal 26,6% di persone sotto i 18 anni, il 7,9% di persone dai 18 ai 24 anni, il 22,5% di persone dai 25 ai 44 anni, il 25,7% di persone dai 45 ai 64 anni, e il 17,4% di persone di 65 anni o più. L'età media era di 42 anni. Per ogni 100 femmine c'erano 94,3 maschi. Per ogni 100 femmine dai 18 anni in giù, c'erano 91,5 maschi.
Il reddito medio di un nucleo familiare era di 31.771 dollari, e quello di una famiglia era di 37.667 dollari. I maschi avevano un reddito medio pro capite di 31.250 dollari contro i 18.750 dollari delle femmine. Il reddito medio pro capite era di 15.087 dollari. Circa il 15,3% delle famiglie e il 14,5% della popolazione erano sotto la soglia di povertà, incluso il 18,1% di persone sotto i 18 anni e l'8.5% di persone di 65 anni o più.